# Балеарські печери

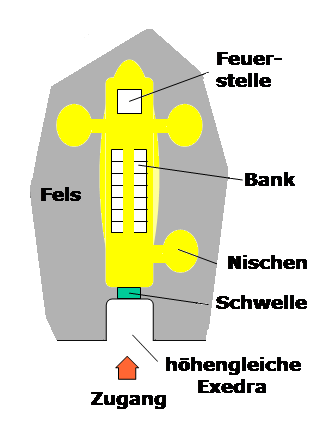
Схема печери Сант-Вінсес, Мальорка

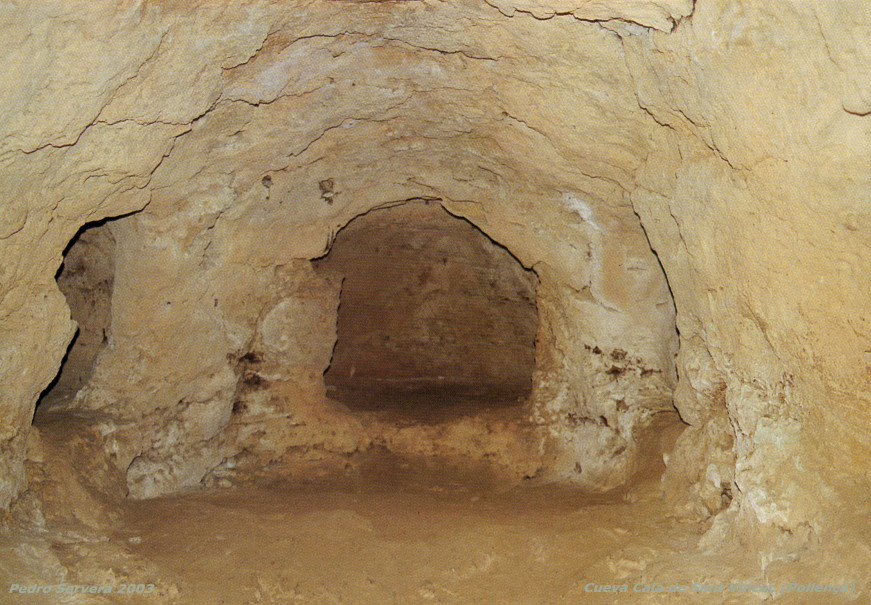
Вогнище в Сант-Вінсес II. Ліворуч видно бічну нішу

Балеарські печери — штучні, вирубані в скелях гроти певної форми. Відносяться до періоду починаючи з 4000 р. до н. е., тобто до найбільш ранніх поселенців Балеарських островів (див. доталайотський період) і є прикладами прадавньої європейської архітектури.
Як правило, печери мають «сигароподібне» планування; у них також знаходиться вівтар, яма для вогнища, бічні ніші і вестибюль. Витягнута апсидоподібна закруглена форма печери була запозичена пізнішими культурами Балеарських островів — будівельниками гробниць типу навету, потім забута близько 1400 р. до н. е. з приходом культури будівельників талайотів, проте збереглася на Менорці, де місцеві мешканці споруджували таули і гіпостилі. Інтегровані вівтарі типу лавки порівнянні з круглими вівтарями, виявленими на Сардинії в «Capanne delle Riunioni».
У печерах є тільки по одному низькому вхідному отвору, через який ледве можна проповзти. З точки зору призначення печери розглядаються як житла, які пізніше використовувалися для поховання. Прикладом є Сон-Боронат (Son Boronat) на Мальорці, де виявлений пізній дерев'яний саркофаг. Також припускається, що штучні печери тривалий час використовувалися як культові приміщення.
У 1990-і роки в природних печерах Ес-Карріч (Es Càrritx) і Ес-Муссоль (Es Mussol) на заході острову Менорка було зроблено важливі археологічні відкриття. Приблизно у 90 м від входу до печери був виявлений скарб дерев'яних, металевих і керамічних виробів, серед яких був циліндр з кістки і дерева з людським волоссям, забарвленим у червоний колір.
Хоча походження перших жителів островів, що з'явилися тут в епоху неоліту, — близько 4000 р. до н. е. — залишається неясним, форма печери Ес-Муссоль має аналог на півдні Франції, де в околицях Арля є аналогічні споруди. У 6 км від Рони на піднесеності Монтань-де-Корд (Montagne de Cordes) поблизу Арля знаходяться 5 штучних гротів, серед них — величний, вирубаний в скелі 25-метровий «Грот Фей», в якому не було виявлено ніяких знахідок.